# Фінзел (Меріленд)
Фінзел (англ. Finzel) — переписна місцевість (CDP) в США, в окрузі Ґерретт штату Меріленд. Населення — 495 осіб (2020).

## Географія
Фінзел розташований за координатами 39°42′11″ пн. ш. 78°57′12″ зх. д. / 39.70306° пн. ш. 78.95333° зх. д. (39.703040, -78.953201).  За даними Бюро перепису населення США в 2010 році переписна місцевість мала площу 8,52 км², уся площа — суходіл. В 2017 році площа становила 10,20 км², уся площа — суходіл.

## Демографія
Згідно з переписом 2010 року, у переписній місцевості мешкало 547 осіб у 210 домогосподарствах у складі 160 родин. Густота населення становила 64 особи/км².  Було 225 помешкань (26/км²).
Расовий склад населення:
| - 98,7 % — білих - 1,3 % — чорних або афроамериканців |

До двох чи більше рас належало 0,0 %. Частка іспаномовних становила 1,6 % від усіх жителів.
За віковим діапазоном населення розподілялося таким чином: 22,9 % — особи молодші 18 років, 62,5 % — особи у віці 18—64 років, 14,6 % — особи у віці 65 років та старші. Медіана віку мешканця становила 39,4 року. На 100 осіб жіночої статі у переписній місцевості припадало 97,5 чоловіків;  на 100 жінок у віці від 18 років та старших — 97,2 чоловіків також старших 18 років.
За межею бідності перебувало 13,2 % осіб, у тому числі 15,9 % дітей у віці до 18 років та 10,9 % осіб у віці 65 років та старших.
Цивільне працевлаштоване населення становило 279 осіб. Основні галузі зайнятості: виробництво — 15,8 %, фінанси, страхування та нерухомість — 15,4 %, мистецтво, розваги та відпочинок — 14,7 %.